# 彦六大いに笑ふ
『彦六大いに笑ふ』（ひころくおおいにわらう）は、1936年に公開された木村荘十二監督の日本映画。戦後、テレビドラマでリメイクされている。
また、落語家8代目林家正蔵が、「正蔵」の名跡を海老名家に返上した後に名乗った芸名「林家彦六」の由来となったことでも知られる(寄席やテレビ番組で正蔵本人が語っている)。

## スタッフ
- 監督 - 木村荘十二[1]
- 脚本 - 三好十郎[1]
- 原作 - 三好十郎[1]
- 撮影 - 立花幹也[1]
- 音楽 - 清田茂[1]
- 美術 - 久保一雄[3]
- 録音 - 安恵重遠[2]
- 編集 - 岩下広一[2]

## キャスト
以下の出演者名と役名は特に記載がない限りallcinemaに従った。
- 徳川夢声 - 正宗彦六[4]
- 丸山定夫 - 彦一
- 堤真佐子 - ミル
- 英百合子 - お辻
- 河村弘二 - 修
- 清川虹子 - おあさ
- 小島洋々 - 鉄造
- 小杉義男 - 白木
- 嵯峨善兵 - 人夫頭
- 三島雅夫 - 酔漢
- 宮野照子 - 踊子
- 林喜美子 - 踊子

## 受賞歴
- 1936年度 第13回キネマ旬報賞
  - 日本映画ベスト・テン8位　『彦六大いに笑ふ』（木村荘十二監督）[5]

## テレビドラマ
以下の放送日時、テレビ局名、番組名、出演者名は、テレビドラマデータベースに従った。
- 1960年8月7日 21:45 - 22:30、NTV『東レ サンデーステージ（第6回）』で放送。出演は二代目 尾上松緑、川上康子、柳谷寛、浦里はるみ。
- 1962年10月5日 20:00 - 21:00、NHK『文芸劇場（第49回）』で放送。出演は殿山泰司、久富惟晴、黒柳徹子、桜井英一、森幹太、河村久子、加藤忠、川久保潔、小山源喜。